# IFK Göteborg
IFK Göteborg (cunoscut mai mult sub numele scurt IFK) este un club profesionist de fotbal din Göteborg, Suedia care evoluează în Allsvenskan. Clubul, fondat pe data de 4 octombrie 1904, a câștigat 18 titluri de campioană, cinci cupe ale Suediei și de două ori Cupa UEFA.
Împreună cu Malmö FF și AIK Solna, face parte din grupul Celor trei mari cluburi din fotbalul suedez, cele trei echipe componente ale grupului câștigând împreună peste jumătate din toate campionatele naționale. IFK este cel mai de succes club din Suedia, și poate din Scandinavia, fiind singurul club din regiune care are în palmares câștigarea unui trofeu european. IFK a câștigat Cupa UEFA în anii 1982 și 1987. A evoluat în prima ligă suedeză, Allsvenskan, în cea mai mare parte a istoriei sale (ultima participare într-o ligă inferioară a fost în anul 1976).

## Istorie
IFK Göteborg a fost fondat la Cafeneaua Olivedal la data de 4 octombrie 1904, devenind astfel cea de-a 39 asociație sportivă din Suedia. Un comitet pentru fotbal a fost creat chiar la acea primă întâlnire istorică; primul meci al clubului s-a încheiat cu o victorie (scor 4-1) împotriva unui club din zona Göteborg, IK Viking. Fondarea noului club a însemnat un pas important în dezvoltarea fotbalului în orașul Göteborg, până în acel punct, fotbalul local fiind dominat de Örgryte IS. IFK Göteborg a reprezentat competiția de care era nevoie , în anul 1907 IFK Göteborg devenind primul club din Suedia care a învins pe Örgryte IS, după 4 ani de invincibilitate.

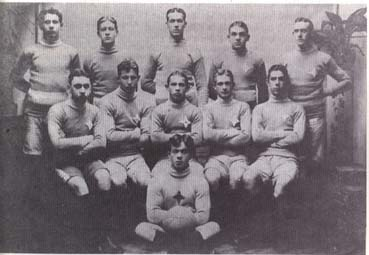
Lotul IFK din anul 1905

În anul 1908 a câștigat primul titlu de campioană, câștigând Cupa Svenska Mästerskapet, cea care determina campioana anuală în Suedia. În acel an, IFK a evoluat pentru prima dată cu o echipă din afara Suediei, întâlnind cluburile daneze Østerbro BK și Boldklubben af 1893. În anul 1910, echipa a evoluat pentru prima dată în echipamentele albastre, cu dungi albe. Doi ani mai târziu echipa a remizat (scor 1-1) împotriva selecționatei Olimpice a Suediei, ziarele din Stockholm nominalizând clubul ca pe „cel mai bun din istoria Suediei”.
Prima ligă națională din Suedia, Allsvenskan, a început să funcționeze la sfârșitul anului 1924, anul în care legendarul Filip Johansson a debutat pentru IFK Göteborg. Clubul a terminat campionatul pe poziția secundă, însă Johansson a înscris în acel sezon 39 de goluri în 22 de meciuri, devenind primul golgheter al ligii.
IFK a câștigat primul titlu în Allsvenskan în anul 1935, competiție dominată în primii zece ani numai de cluburi din orașul Göteborg. La sfârșitul sezonului 1938, IFK a retrogradat surprinzător în liga secundă (Superettan), revenind în elită doar după un an.
În ciuda izbucnirii celui de-al doilea război mondial, Allsvenskan a continuat să funcționeze, IFK câștigând încă un titlu în sezonul 1942, cu o echipă puternică, însă care în următorii zece ani a avut rezultate mai mult modeste. Echipa anilor 1940 l-a avut în prim-plan pe talentatul Gunnar Gren, golgheterul campionatului din anul 1947, câștigător al Balonului de aur, acordat celui mai bun jucător din Suedia, și câștigător al Medaliei de aur la Jocurile Olimpice din 1948. După plecarea lui Gren, în 1949, IFK a retrogradat din Allsvenskan în sezonul următor, revenind în prima ligă doar după un sezon.
În anul 1958, IFK a participat pentru prima dată într-o competiție europeană, Cupa Campionilor Europeni, unde a fost eliminată încă din runda a doua de către echipa germană FC Erzgebirge Aue. În anul 1959, IFK a stabilit recordul în ceea ce privește numărul de spectatori, la meciul cu ÖIS de pe teren propriu participând 52,194 de spectatori.

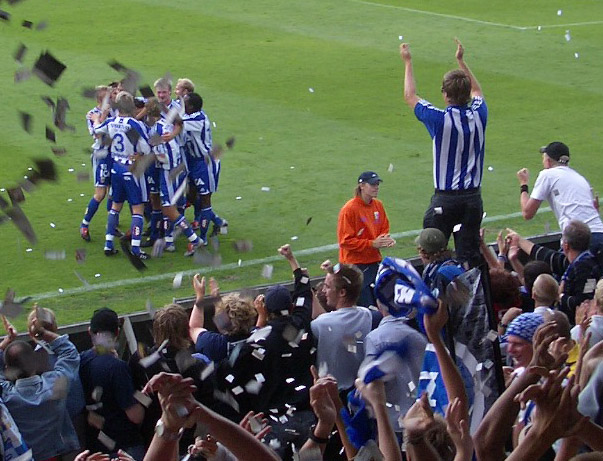
Fanii lui IFK Göteborg sărbătorind un gol

După un deceniu în care echipa nu a câștigat nici un trofeu, Bertil Johansson a fost numit managerul clubului, acesta câștigând în mod surprinzător titlul de campion în anul 1969. Sezonul următor a fost cel mai slab din istoria clubului. IFK a retrogradat și, spre deosebire de ultimele două 
retrogradări, de această dată nu a revenit imediat în elită. După trei sezoane în liga secundă, IFK nu dădea semne că ar putea reveni la forma din trecut, nereușind încă promovarea, decât în sezonul 1976, datorită mai ales muncii depuse de Anders Bernmar, unul din conducătorii clubului. În 1979, IFK l-a angajat pe Sven-Göran Eriksson ca manager. Acesta a introdus sistemul 4-4-2 cu presing și suport, în tactica echipei, sistem ce avea să aducă clubului succes chiar din primul sezon, IFK terminând pe poziția a doua în campionat, obținând și medalia de aur în Cupa Suediei.
După ce a îmbunătățit lotul, achiziționând un număr de jucători scumpi, incluzând Thomas Wernerson și Stig Fredriksson, IFK a terminat din nou pe poziția secundă în Allsvenskan, ajungând sezonul următor în sferturile de finală alei Cupei UEFA. În sezonul 1982, echipa a câștigat toate competițiile în care a participat: Allsvenskan, Cupa Suediei și Cupa UEFA (după ce a învins în două manșe pe Hamburger SV cu scorul de 4-0). În următorii 15 ani, clubul s-a aflat în topul fotbalului suedez, câștigând de zece ori campionatul și de trei ori cupa.
După ce a ieșit campioană în 1993, clubul s-a calificat în grupele Ligii Campionilor, unde a avut ca adversari pe FC Barcelona, Manchester United și Galatasaray S.K.. Eliminarea din acest stagiu al competiției era previzibilă, însă, în mod surprinzător, IFK Göteborg a câștigat grupa, avansând în runda eliminatorie unde a fost eliminată de Bayern München.
Ultimii ani de dinaintea noului mileniu au fost unii dezamăgitori pentru IFK, contrastând cu succesul avut în anii anteriori. Echipa a reușit să se claseze pe locul al doilea în 1997, urmând ca în 1998 să ajungă pe poziția a opta, după ce a transferat mai mulți jucători scumpi care nu au confirmat. IFK și-a schimbat antrenorul la mijlocul sezonului doi ani la rând, în 1998 și 1999. În trecut, IFK Göteborg nu și-a schimbat niciodată antrenorul în timpul sezonului. În 1999 clubul a obținut doar poziția a șasea. În anii 2000 IFK Göteborg a cunoscut mai multe suișuri și coborâșuri, jucând în play-off-ul pentru retrogradare în 2002 și fiind în cărți pentru câștigarea titlului în sezoanele 2001, 2004 și 2005. Primul titlu din acest deceniu avea să vină în ultima etapă a sezonului Allsvenskan 2007. În următorul sezon, Göteborg a câștigat Cupa Suediei. IFK Göteborg este încă considerată una din cele „trei mari” cluburi din fotbalul suedez, alături de Malmö FF și AIK, deși a câștigat numai trei titluri în ultimii zece ani.

## Culori și stemă

Stema orașului Göteborg

Culorile tradiționale ale clubului sunt albastru și alb. Primul echipament al clubului era albastru cu o singură dungă orizontală albă și o stea albă în patru colțuri pe piept. În următorii ani au fost folosite echipamente albastre sau albe fără nici un fel de dungi. În 1910, echipamentul de culoare albastră cu dungi verticale și șorturi albastre complet a fost folosit pentru prima dată. Acest tip de echipament a fost folosit până în prezent de către club pentru meciurile jucate acasă. În 1982 pe tricou a apărut o un logo a sponsorului principal (un lanț de magazine alimentare).
Echipamentul tradițional pentru meciurile din deplasare este roșu și alb, în diferite stiluri, cu toate că și alte combinații de culori (cum ar fi portocaliu și alb) au fost folosite în anii 1990 și anii 2000. Echipamentul de deplasare introdus în 2005 a revenit la culorile tradiționale, roșu și alb. La mijlocul anului 2007, la cererea suporterilor, a fost introdus un al treilea tip de echipament, aproape alb complet.
Sigla clubului IFK Göteborg își are originea în sigla orașului Göteborg care este bazată pe câteva simboluri heraldice. Leul așezat pe un fundal argintiu și albastru este simbolul heraldic al Casei de Folkung, acesta ținând cele trei coroane ale Suediei (ambele simboluri sunt folosite și de stema Suediei). Această stemă a fost creată de către Gustavus Adolphus al Suediei. La stema clubului s-au adăugat literele IFK, iar leul este îndreptat cu fața spre stânga. Stema a fost introdusă în anul 1919.

## Stadionul

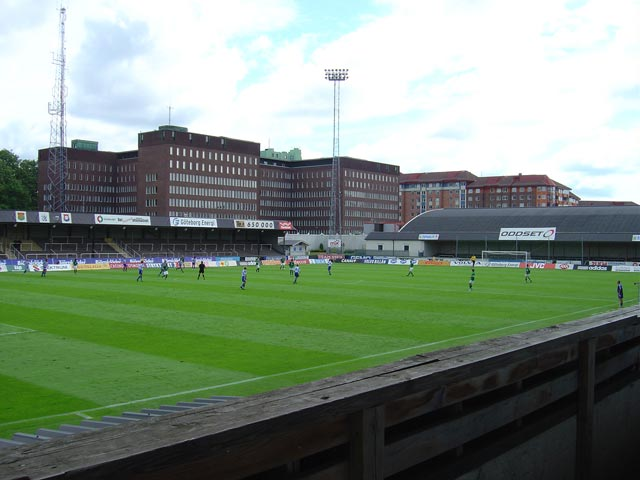
Stadionul Ullevi văzut din nord-vest

Din punct de vedere istoric, stadionul clubului IFK Göteborg a fost „Gamla Ullevi”. Clubul a evoluat la această locație în două perioade diferite, ultima dată după retragerea de pe Stadionul Ullevi (Nya Ullevi) în 1992. Cu toate acestea, meciurile împotriva echipelor importante din Suedia sau cele internaționale au continuat să fie organizate tot pe stadionul Ullevi care are o capacitate mai mare. Capacitatea Stadionului Gamla Ullevi era de 18,000 de locuri, în timp ce Ullevi are o capacitate de 43,200.
Gamla Ullevi a fost demolat la data de 9 ianuarie 2007 pentru a face loc unui nou stadion, Nya Gamla Ullevi, cu o capacitate de 18,000 de locuri. Noul stadion va fi terminat la sfârșitul anului 2008 și dat în folosință abia la începutul sezonului 2009. În acest timp, clubul va evolua pe stadionul Nya Ullevi.
IFK Göteborg a mai folosit oficial alte trei stadioane. Primul a fost „Idrottsplatsen”, folosit în perioada 1905 - 1916. Acesta a fost construit în anul 1869 pentru echipa de ciclism Göteborgs Velocipedklubb, fiind folosit pentru întreceri cicliste. În timpul sezonului 1909 IFK a folosit pentru un timp stadionul rivalei Örgryte IS, „Balders Hage”, din cauza unui conflict cu proprietarii stadionului Idrottsplatsen. Al treilea stadion oficial a fost „Walhalla IP”, folosit pentru un număr redus de meciuri. Idrottsplatsen a intrat în declin din cauza administrației slabe și a situației economice dificile de la mijlocul anilor 1910, proprietarii luând decizia de a renova stadionul cu ajutorul unor sponsorizări. Construcția noului stadion a fost începută în 1915. Noul stadion, numit la început Ullervi (apoi Gamla Ullevi), a fost deschis în 1916. A fost stadionul oficial al clubului până în 1958, când stadionul Nya Ullevi, construit pentru Cupa Mondială găzduită de Suedia, a fost dat în folosință. Din cauza numărului scăzut de spectatori, în anul 1992 clubul s-a întors pe Gamla Ullevi.

## Suporteri
Înainte de fondarea clubului IFK Göteborg, clubul dominant din Göteborg era Örgryte IS, care era considerat un club pentru clasa medie iar apoi, ca cele mai multe cuburi din acea perioadă, pentru clasă superioară. IFK a devenit popular pentru clasa muncitoare, creând o rivalitate între nobilii locali și clasa socială. La începutul secolului XX, a fi un suporter însemna să te comporți ca un domn, aplaudând atât echipa favorită cât și adversarii. Cu toate acestea, patriotismul local și diferența de clasă din Göteborg a dus la lupte, intrarea suporterilor pe teren pe teren etc. Presa suedeze îi vedea pe suporterii IFK și Örgryte din acest motiv, drept pleava fotbalului suedez.
După Primul Război Mondial, rivalitatea a scăzut, suporterii din Göteborg devenind cunoscuți pentru prietenia și fair-play-ul lor. Acest lucru se întâmpla numai pe terenul de acasă, suporterii care se deplasau cu trenuri la meciuri continuând să se comporte urât. Acest fenomen a ajuns la apogeu în 1939, chiar după izbucnirea celui de-al doilea război mondial când aproximativ 1,900 de fani s-au deplasat la Borås pentru a juca cu echipa locală. După o înfrângere cu 2-3, fanii IFK s-au luptat cu poliția locală.

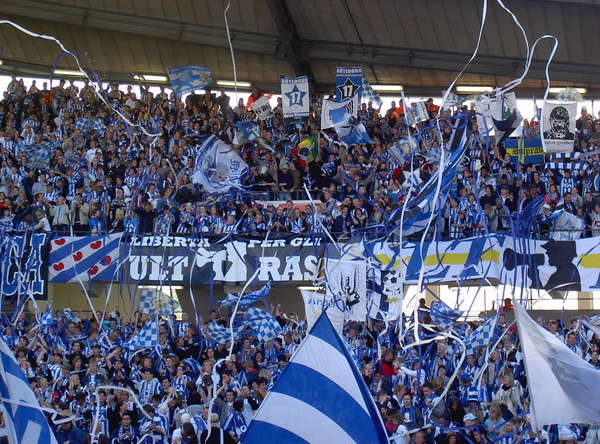
Suporterii IFK Göteborg în 2005.

Cultura fotbalistică din Suedia a început să se schimbe la sfârsitul anilor 1960, fiind inspirat din cultura suporterilor englezi. Aceasta a înflorit în deceniile următoare, dând naștere cluburilor de suporteri, ca Armata Neagră (AIK Fotboll) sau Supporterklubben Änglarna de la IFK. Prima încercare de a forma un club al suporterilor IFK s-a produs în 1969, însă interesul a scăzut după de echipa a retrogradat anul următor. Clubul s-a fondat abia în 1973.
Datorită succesului avut de echipă în competițiile europene în anii 1980 și anii 1990, mii de suporteri s-au deplasat la Hamburg, Barcelona, Dundee, Milano, Manchester sau München. Acest lucru a făcut ca suporterii să aibă o influență mare asupra clubului, împrumutând bani pentru deplasarea de la Barcelona din 1986 sau ca fiind principalul factor de decizie în mutarea echipei pe stadionul Gamla Ullevi din 1992.
În anii 2000, cultura suporterilor din Suedia s-a schimbat de la modelul englez, la cel sud-european, înființându-se o cultură tifo sau ultras, suporterii IFK împărțindu-se în facțiuni diferite cum ar fi Ultra Bulldogs, Young Lions sau West Coast Angelz. IFK este cel mai popular club din Suedia, un sondaj din 2004 arătând că IFK Göteborg are suportul a 13% din suporterii suedezi.

## Jucători importanți
Șaisprezece dintre următorii jucători ori au fost aleși ca cei mai buni jucători din istoria clubului într-un sondaj realizat de către ziarul regional Göteborgs-Posten, ori au fost aleși în echipa de aur a clubului prezentată în cartea scrisă cu ocazia împlinirii a 100 de ani de la fondarea clubului. Alți doi jucători, care au avut mai mult de 90 de convocări la echipa națională, au fost incluși. Între paranteze este scris anul în care jucătorii au debutat pentru IFK:
- anii 1900 și anii 1920: Erik Börjesson (1907), Filip 'Svarte-Filip' Johansson (1924)
- anii 1930 și anii 1940: Arne Nyberg (1932), Gunnar Gren (1940)
- anii 1950 și anii 1960: Bengt 'Fölet' Berndtsson (1950), Bertil 'Bebben' Johansson (1954), Donald Niklasson (1967)
- anii 1970: Torbjörn Nilsson (1975), Tommy Holmgren (1977), Glenn Hysén (1978), Ruben Svensson (1978), Glenn Strömberg (1979)
- anii 1980: Stig Fredriksson (1980), Roland Nilsson (1993), Håkan Mild (1988), Thomas Ravelli (1989)
- anii 1990: Magnus Erlingmark (1993), Niclas Alexandersson (1996)

## Antrenori importanți
Între paranteze este scris anul în care antrenorii au debutat pentru IFK:
- Jozef Nagy (1945)
- Bertil 'Bebben' Johansson (1967), Sven-Göran Eriksson (1979)
- Roger Gustafsson (1990), Bosse Johansson (2003)

## Palmares
- Allsvenskan:
  - Campioană (18): 1908, 1910, 1918, 1935, 1942, 1958, 1969, 1982, 1983, 1984, 1987, 1990, 1991, 1993, 1994, 1995, 1996, 2007
  - Vice-campioană (10): 1924–25, 1926–27, 1929–30, 1939–49, 1979, 1981, 1986, 1988, 1997, 2005
- Mästerskapsserien:
  - Campioană (1): 1991
- Allsvenskan play-off:
  - Campioană (5): 1982, 1983, 1984, 1987, 1990
  - Vice-campioană (1): 1985
- Svenska Serien:
  - Campioană (5): 1912–13, 1913–14, 1914–15, 1915–16, 1916–17
- Fyrkantserien:
  - Campioană (1): 1918, 1919
- Svenska Mästerskapet:
  - Campioană (3): 1908, 1910, 1918
- Cupa Suediei:
  - Câștigătoare(7): 1979, 1982, 1983, 1991, 2008, 2013, 2015
  - Finalistă (4): 1985–86, 1998–99, 2004, 2007
- Cupa UEFA:
  - Câștigătoare (2): 1981–82, 1986–87
- Liga Regală:
  - Finalistă (1): 2004–05

## Recorduri
- Victorie acasă, Allsvenskan, 9-1 vs. IK Sleipner, 10 mai 1925;
- Victorie în deplasare, Allsvenskan: 9-2 vs. IFK Eskilstuna, 8 octombrie 1933;
- Înfrângere acasă, Allsvenskan: 2-9 vs. Malmö FF, 10 septembrie 1949;
- Înfrângere deplasare, Allsvenskan: 0-7 vs. IFK Norrköping, 1 mai 1960;
- Cel mai mare număr de spectatori, Nya Ullevi: 52,194 vs. Örgryte IS, 3 iunie 1959;
- Cel mai mare număr de spectatori, Gamla Ullevi: 31,064 vs. GAIS, 27 mai 1955;
- Cel mai mare număr de spectatori, Slottsskogsvallen: 21,580 vs. AIK, 25 octombrie 1931;
- Cea mai mare medie de spectatori: 23,796, sezonul 1977;
- Jucătorul cu cele mai multe meciuri pentru IFK: 609, Mikael Nilsson
- Jucătorul cu cele mai multe meciuri pentru IFK în Allsvenskan: 348 Bengt Berndtsson
- Jucătorul cu cele mai multe goluri pentru IFK : 333, Filip Johansson
- Jucătorul cu cele mai multe goluri pentru IFK în Allsvenskan: 180, Filip Johansson
- Jucătorul cu cele mai multe goluri pentru IFK într-un singur sezon: 39, Filip Johansson